# Ignace Jay Gelb
Ignace Jay Gelb (Tarnów, 14 ottobre 1907 – Chicago, 22 dicembre 1985) è stato un archeologo e studioso delle lingue orientali statunitense.
Dopo avere studiato in Italia insegnò in diverse università americane fino a ottenere la cattedra di assiriologia presso l'università di Chicago. Partecipò a diverse missioni archeologiche nel Medioriente.
Tra i suoi scritti si ricordano  Old akkadian writing and grammar del 1952 e  Glossary of old akkadian del 1955. La sua opera più importante, però, è senz'altro il pionieristico A study of writing: the foundations of grammatology, apparso sempre nel 1952. Quest'opera è considerata generalmente come l'atto di nascita di una nuova scienza umana, che egli battezzò grammatologia (anche detta, adesso, grafematica). Essa costituisce il primo tentativo sistematico di studio scientifico dei sistemi grafici, classificati in tipologie, posti in una linea evolutiva e analizzati nei loro aspetti formali e funzionali. Fino ad allora lo studio della scrittura era stato appannaggio soprattutto dei linguisti. In Italia, la sua impostazione di studio è stata continuata da Giorgio Raimondo Cardona.
Nel 1962 divenne socio dei Lincei.